# Акмол
Акмол (каз. Ақмол; до 2007 года — Малиновка, ранее Қоскопа, 26 точка) — село, административный центр Целиноградского района Акмолинской области (в 337 км от областного центра — Кокшетау).
Село расположено в Северном Казахстане в 36 км от столицы Астана на берегу озера Жаланаш, напротив села Жанажол.

## История
В 1934 году была узаконена возможность ареста «членов семей изменников Родины». После этого в 1936 году развернулось строительство бараков и формирование детской колонии у озера Жаланаш, и так появилась 26-я точка. В августе 1937 года началась подготовка к приёму заключённых ЧСИР (членов семей изменников Родины). Акмолинское спецотделение Карлага НКВД было образовано на базе 26-го посёлка трудпоселений на основании приказа НКВД от 3 декабря 1937 года.
6 января 1938 года прибыли первые женщины. В 1953 году «Акмолинское отделение Карагандинского исправительно-трудового лагеря» было закрыто.
В 1972 году на базе совхоза «Акмолинский» (или «26-я точка») было создано Целиноградское производственное объединение по птицеводству. В 1976 году решением Президиума Верховного Совета Казахской ССР «26-й точке» дали название — село Малиновка. Убрали бараки и вместо них построили 90-квартирные жилые дома.
В марте 1993 года преобразовали Целиноградское производственное объединение по птицеводству в открытое акционерное общество «Акмола-Феникс».
В 2007 году село Малиновка переименовали в село Акмол.

## Население
В 1999 году население села составляло 4835 человек (2408 мужчин и 2427 женщин). По данным переписи 2009 года, в селе проживало 5711 человек (2733 мужчины и 2978 женщин).

## Экономика
Предприятие АО «Акмола-Феникс» (птицефабрика) — самое большое предприятие в селе Акмол. Одно из старейших птицеводческих хозяйств в республике. На предприятии работают около 500 человек.
ТОО «Управляющая компания Шанырак». Директором компании является Божко Максим Владимирович.
ТОО «Capital Project Ltd» создано в январе 2009 года. Осуществляет закупки племенных цыплят для воспроизводства ремонтного молодняка и выращивания маточного поголовья (родителей), инкубирование яиц.

## Культура
В доме культуры, который имеет 450 мест, проводятся разные мероприятия, например, показывают кино или выступает русский народный хор, который был создан в 1973 году. Также есть танцевальные группы и оркестр казахских народных инструментов, этно-эстрадный ансамбль. Коллектив районного дома культуры постоянные участники областных, республиканских и международных мероприятий и конкурсов. А вокалисты дома культуры являются бесспорной гордостью района.

## Достопримечательности села
- Православный храм в честь святых новомучеников Акмолинских.
- Аллея Памяти Жертв Репрессий — Аллея Памяти Жертв Репрессий периода 30-50 годов.
- Музейный комплекс — Мемориально-музейный комплекс памяти жертв политических репрессий и тоталитаризма «АЛЖИР».
- Памятник Великой Отечественной войны в селе Акмол — Памятник павшим в Великой Отечественной войне. На площади перед памятником находятся два фонтана.
- Стена памяти ветеранам и участникам Великой Отечественной войны.
- Центральная мечеть

## Транспорт
Акмол расположен вблизи дороги P-2 Астана — Коргалжын. Транспортное сообщение с городом Астана обеспечивается пригородными маршрутами № 305 и 312.